# 大叶杜英
大叶杜英（学名：Elaeocarpus balansae）为杜英科杜英属下的一个种。

## 扩展阅读
- 維基物種上的相關：大叶杜英